# Кононов Іван Микитович
Іван Микитович Кононов (рос. Ива́н Ники́тич Ко́нонов; 2 квітня 1900 (за іншими даними — 1906), станиця Новомиколаївська, Російська імперія — 11 вересня 1967, Аделаїда, Австралія) — радянський колабораціоніст, майор РСЧА, оберст (полковник) вермахту, генерал-майор Збройних Сил Комітету визволення народів Росії.

## Біографія

### Походження та освіта
Згідно з офіційною біографією, що міститься в послужний карті командира Червоної армії, Іван Кононов народився в 1906 році в «пролетарській сім'ї». Опинившись в еміграції, він оголосив, що насправді народився в 1900 році в родині козачого осавула, повішеного разом з дружиною більшовиками в 1918 році. Крім того, від рук більшовиків загинули три його брата — старший в роки громадянської війни, двоє інших — під час репресій в 1934—1937 роках. За словами Кононова, він змінив дату народження та інші біографічні відомості для того, щоб приховати своє походження при вступі на службу до Червоної армії в 1922 році. За його словами, в Громадянській війні він не брав участі через хворобу. Серед істориків, що займаються питаннями Російського визвольного руху, немає єдності в питанні про те, чи довіряти цим відомостям.

### Військова служба в РСЧА
З березня 1922 року служив в РСЧА в 79 кавалерійському полку 14 кавалерійської дивізії: червоноармієць, після закінчення дивізійної школи — молодший командир. У 1924—1927 роках навчався в Об'єднаній військовій школі імені ВЦВК, де в 1926—1927 роках командував відділенням курсантів.
У 1927—1928 роках — командир взводу в 27-му Бикадорівському кавалерійському полку 5-ї Ставропольської кавалерійської дивізії в Північно-Кавказькому військовому окрузі. У 1928—1931 роках — командир взводу полкової школи. У березні-червні 1930 року полк брав участь в придушенні селянських заворушень під Курськом, спрямованих проти колективізації.
З 1929 року — член ВКП (б). У 1931—1932 роках — тимчасовий виконувач посаду командира ескадрону.
У січні — червні 1932 року — політрук ескадрону 30-го кавалерійського полку. У червні — грудні 1932 року — політрук навчального ескадрону 5-го механізованого полку 5-ї кавалерійської дивізії. У 1932—1933 роках — тимчасовий відповідальний секретар партійного бюро цього полку. У 1933—1934 роках — відповідальний секретар партійного бюро 30-го кавалерійського полку.
У 1934—1935 роках — тимчасовий помічник начальника штабу 28-го кавалерійського полку, в В 1935—1936 роках — помічник начальника штабу, в 1936—1937 роках — тимчасовий начальник штабу полку, потім виконувач цю посаду.
У 1937—1938 роках навчався на основному відділенні Військової академії імені М. В. Фрунзе (перевівся із заочного).
У 1938—1940 роках — начальник оперативного відділу штабу 2-го кавалерійського корпусу Київського особливого військового округу. Учасник військового походу Червоної армії на Західну Україну у вересні 1939 року, радянсько-фінської війни 1939—1940, за заслуги в якій був нагороджений орденом Червоної Зірки (1940). З 15 серпня 1940 — командир 436-го полку 155-ї стрілецької дивізії в Західному особливому військовому окрузі. Був представлений до звання підполковника, яке не отримав через початок війни.
На початку Німецько-радянської війни брав участь у важких оборонних боях літа 1941 року, двічі перебував з полком в оточенні. З 22 серпня 1941 року перебував в полоні. Існують різні версії, як Кононов потрапив в полон. Сам він в 1948 році писав:
У 1941 р 22 серпня я зі своїм полком повністю абсолютно добровільно переходжу на бік німців, до переходу домовившись з німцями, що вони допоможуть і не стануть перешкоджати в організації збройних антикомуністичних визвольних сил з людей Радянського Союзу.
За даними історика Олександра Окорокова, Кононов недобровільно перейшов на бік німців, а потрапив в полон з групою з кількох офіцерів, причому його полк ще деякий час продовжував бойові дії. Історик Кирило Александров вважає найбільш вірогідною наступну версію: «Швидше за все з Кононовим 22 серпня 1941 року на бік німців перейшла велика група бійців і командирів, включаючи заступника командира полку по політчастині батальйонного комісара Д. Панченко».

### Військова служба в вермахті, військах СС, ВС КВНР
На допиті в армійському відділі Абверу 6 вересня 1941 року Кононов повторив свою пропозицію про формування військових частин з громадян СРСР для боротьби з більшовиками. Санкція німецького командування була отримана, і до 28 жовтня Кононов сформував з військовополонених козацьку добровольчу частину № 102 (2 кавалерійські ескадрони, 2 ескадрони самокатників, 1 артилерійський взвод на кінній тязі і 1 взвод протитанкових гармат), в 1942 році переформована в 600-й окремий козачий батальйон (потім дивізіон).
Військова частина Кононова відрізнялася досить високою боєздатністю. На початку 1942 року в складі 88-ї піхотної дивізії Вермахту вона брала участь в бойових діях проти партизанів і десантників оточеного корпусу генерал-майора П. А. Бєлова під Вязьмою, Полоцькому, Великими Луками, в Смоленській області. Німці зберегли присвоєне йому в РСЧА звання майора, а в 1942 році він був підвищений до оберст-лейтенанта Вермахту. З весни 1942 року на чолі своїх підлеглих брав участь в антипартизанських бойових діях під Могилевом. Командувач тиловими військами безпеки групи армій «Центр» генерал Макс фон Шенкендорфф в своєму щоденнику так характеризував «кононовців»: «Настрій козаків хороший. Боєготовність відмінна … Поведінка козаків по відношенню до місцевого населення нещадна». До лютого 1943 року дивізіон включав в себе 6 кавалерійських ескадронів, 2 ескадрони самокатників, ескадрон мотоциклістів, артилерійський дивізіон. У квітні 1943 року кілька військовослужбовців з нових поповнень пішли до партизанів.
Влітку 1943 року дивізіон був переданий на укомплектування формованої в Польщі (полігон «Мілау») 1-ї козачої дивізії Вермахту, де, зберігаючи весь свій командний і рядовий склад, був перетворений в 5-й Донський козачий полк, який увійшов до 2-ї Кавказької бригади дивізії, командування полком також зберігалося за Кононовим. Восени того ж року в складі дивізії 5-й Донський полк був переведений в Югославію, де брав участь в бойових операціях проти партизанських формувань Народно-визвольної армії Югославії.
У липні 1944 року Кононов отримав чин оберста Вермахту. 26 грудня 1944 року 5-й Донський полк Кононова і 6-й Терський полк 1-ї козачої дивізії Паннвіца відзначилися в бою за населений пункт Пітомача проти частин 57-ї армії 3-го Українського фронту: в ході п'ятнадцятигодинного бою козаки завдали сильної поразки 703 -му стрілецькому та 684-му артилерійському полкам 233-ї стрілецької дивізії 75-го стрілецького корпусу. Безповоротні втрати 233-ї дивізії в цьому бою перевищили 200 осіб, 703-й і 684-й полки втратили 2/3 матеріальної частини.
В кінці грудня 1944 року 1-я козача дивізія була передана з Вермахту в Ваффен-СС, де розгорталася в корпус, шляхом додавання пластунської бригади, яку очолив полковник Кононов. 25 квітня 1945 року планувалося розгорнути пластунську бригаду в 3-ю козачу дивізію.
У березні 1945 року частини 15-го козачого корпусу брали участь в останній великої наступальної операції Вермахту, успішно діючи проти болгарських частин на південному фасі балатонського виступу. До цього часу Кононов став прихильником підпорядкування козацьких частин командуванню генерала Андрія Власова, чому противилися керівники козаків з числа емігрантів. Крім того, виступав за співпрацю з лідером сербських монархічних формувань четників генералом Драже Михайловичем.
20 квітня 1945 року 15-й козацький кавалерійський корпус офіційно був переданий з військ СС до складу Збройних Сил Комітету визволення народів Росії, ставши 15-м козацьким корпусом ВС КВНР. 1 квітня 1945 року Кононов був підвищений до звання генерал-майора Комітету визволення народів Росії. За деякими даними, наказом Власова він був призначений похідним отаманом всіх козачих військ і командиром 15-го корпусу, але до виконання обов'язків приступити не встиг.
Відомо, що в травні 1945 року Кононов зустрічався з Власовим, а потім опинився в американській окупаційній зоні. Кононов — єдиний генерал РВР, який уникнув загибелі в 1945—1947 роках.

### В еміграції
У 1946—1948 роках Кононов проживав на нелегальному становищі в Мюнхені. Намагався створити політичну організацію «Всеемігрантське антикомуністичне закордонне об'єднання», але зазнав невдачі. Деякий час входив до складу правої організації «Союз Андріївського прапора», що об'єднувала частину «власовців» і емігрантів першої хвилі, але вийшов з неї, оскільки не користувався авторитетом серед більшості еміграції — як козаків, так і «власовців». В кінці 1940-х років переїхав до Австралії, де жив в місті Аделаїда, відійшовши від політичної діяльності. Перебував у розшуку органами КДБ як зрадник Батьківщини.
15 вересня 1967 загинув в автомобільній катастрофі. На думку Кирила Александрова, «можливо, що розшук досяг поставленої мети». Пізніше історик змінив свою думку. За повідомленням біографа К. Черкассова: «Генерал Кононов помер після кількох серцевих нападів».

## Цитати
- Живучи безпосередньо в Радянському Союзі, я бачив всю красу терору, злиднів, знущання над народами, що знаходяться під гнітом комунізму. Я твердо вирішив стати на шлях відкритої боротьби проти комунізму з метою звільнення нашої батьківщини від варварів, бандитів-комуністів на чолі з проклятим, кривавим гірським шакалом Джугашвілі-Сталіним.

## Нагороди
- Орден Червоної Зірки (1940) — позбавлений.
- Орден Корони короля Звоніміра 1-го класу (Хорватія)

### Нагороди Третього Рейху
- Залізний хрест 2-го і 1-го класу (1944)
- Медаль «За зимову кампанію на Сході 1941/42»
- 6 відзнак для східних народів
  - 2 відзнаки 2-го класу в бронзі з мечами
  - 1 відзнака 2-го класу в сріблі з мечами
  - 2 відзнаки 2-го класу в золоті з мечами
  - 1 відзнака 1-го класу в сріблі з мечами